# 라이언 뎀스터
라이언 스콧 뎀스터(영어: Ryan Scott Dempster, 1977년 5월 3일 ~ )는 캐나다의 야구 선수로 메이저 리그 베이스볼(MLB)에서 보스턴 레드삭스에서 뛴 투수이다. 이전에는 플로리다 말린스, 신시내티 레즈, 시카고 컵스, 텍사스 레인저스에서 뛰었다. 우투우타이며, 선발과 중계를 왔다갔다 한다.